# Mauro Talarico
Mauro Talarico (Roma, 10 ottobre 1953) è un fumettista italiano, collaboratore del celebre mensile Lupo Alberto, edito dalla McK Publishing.
Nel 1972 ottiene la maturità classica presso il liceo classico "Terenzio Mamiani" di Roma e nel 1978 si diploma all'Accademia di Belle Arti di Via Ripetta.
Dopo aver frequentato la Scuola Internazionale di Comics, ottiene la menzione speciale al concorso per autori esordienti al Festival del Fumetto di Prato" con la storia "Contatti Fatali", pubblica tavole uniche e storie brevi sul mensile "Crack" e, poi, sul mensile "Animal" entrambi prodotti dalla casa editrice "ACME". Realizza strips per "Atinù" inserto settimanale de "L'Unità", illustrazioni per "Tiramolla" e per la rivista settimanale "TuttiFrutti", collabora, inoltre, con la casa editrice "De Agostini" e con la "Comic Art". Per tre anni si occupa della realizzazione delle illustrazioni e del manifesto della campagna del Comune di Roma "Vivi Roma Sicuro". Realizza illustrazioni per l'ENI, per i corsi di formazione della Fideuram, per la Tecnedit e per la "Giunti Lisciani". Crea per la "Società Biblica" il gioco da tavolo "Trova la Storia".
Nel 1992 crea la serie a fumetti Cuori Grassi,  pubblicata sul mensile Lupo Alberto, il cui primo episodio risale al maggio dello stesso anno.
Dal 2002 al 2005 realizza per la rivista "Dimagrire" della casa editrice "Riza" tavole autoconclusive a colori
Attualmente è insegnante di fumettistica alla Scuola Internazionale di Comics a Roma.

## Cuori Grassi
La storia Cuori Grassi narra di Rocco Bonetti, sedicenne molto sovrappeso, e della sua altalenante storia d'amore con Marylin, la magica bilancia del suo bagno che è in grado di trasformarsi in donna in occasioni puramente casuali. Il motivo ricorrente del fumetto è rappresentato dall'imbarazzante grassezza di Rocco, che lo mette spesso in situazioni ridicole e paradossali dalle quali non sempre egli riesce a cavarsela senza danni.
Nell'autunno del 2007 la McK ha pubblicato un libro a fumetti di 144 pagine dal titolo Cuori Grassi, dedicato interamente a Mauro Talarico ed alla sua creazione.